# Santa Marta Carbayín
Santa Marta Carbayín es una parroquia del concejo de Siero, en el Principado de Asturias (España). Alberga una población de 950 habitantes (INE 2011) en 602 viviendas. Ocupa una extensión de 4,65 km².
Está situada en la zona sureste del concejo. Limita al norte con las parroquias de Santa Eulalia de Vigil y Trespando; al este, con la de Lieres; al sur, con la de Santiago Arenas; al suroeste, con la de San Juan Arenas; y al oeste con la de Valdesoto.

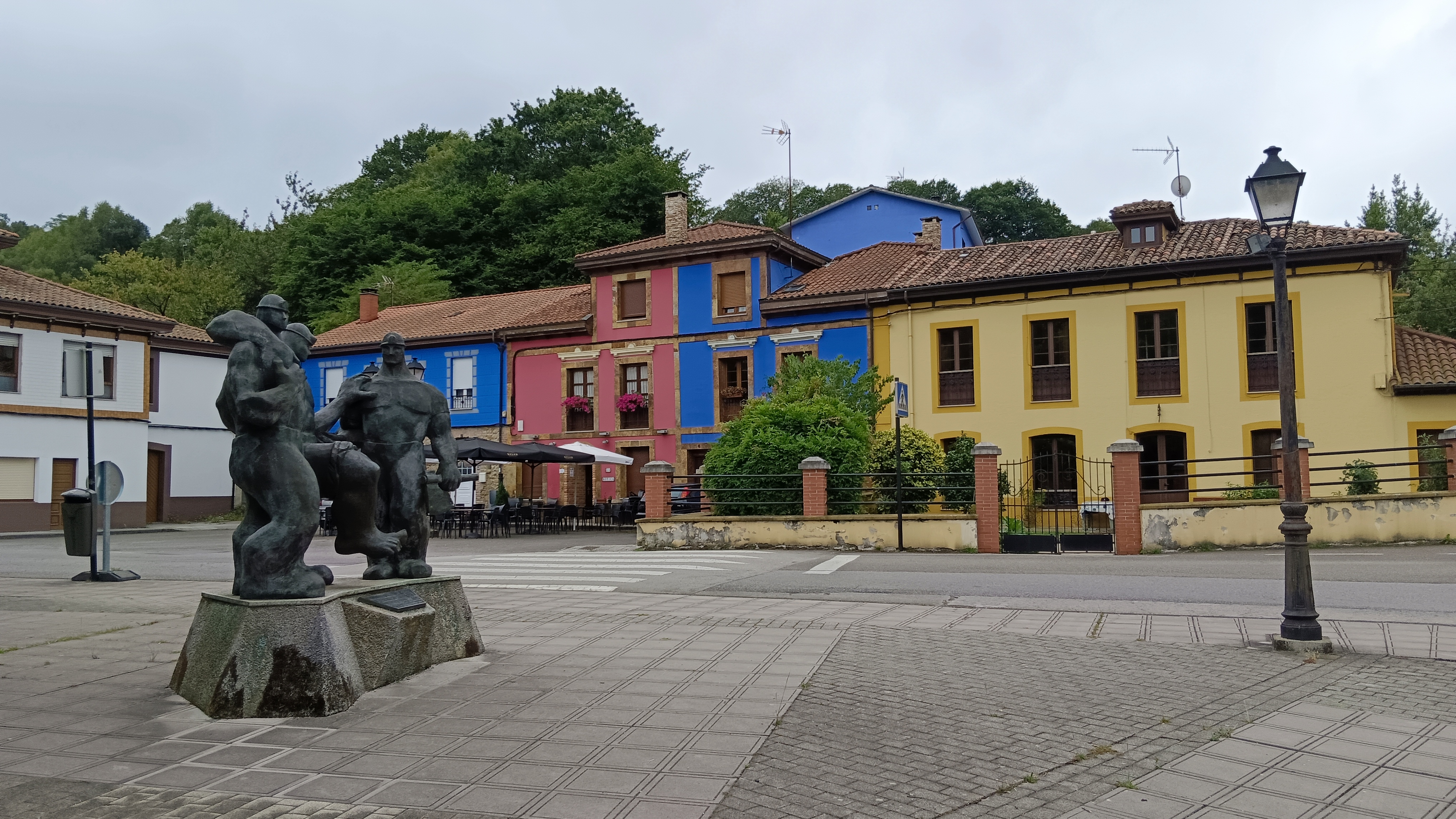
Monumento minero en Carbayín Bajo

## Historia
Tanto Carbayín Alto, perteneciente a la parroquia de Santiago Arenas, como Carbayín Bajo, de esta parroquia, están muy relacionados desde la antigüedad con la minería[cita requerida]. De un lado está el Pozo Pumarabule y del otro el Pozo Mosquitera, muy cerca del límite con Langreo.
Santa Marta Carbayín constituye una zona de gran relevancia minera, con barriadas obreras, en las que ya hubo explotaciones a fines del siglo XVIII según los informes del Consejo de Castilla. Fue lugar de paso además del Ferrocarril de Langreo, tercer ferrocarril de la península. En torno a 1730 se produce el conocido como "Incendio de Carbayín", un fuego en un monte de la zona que llegó a durar bajo tierra cinco meses debido a la combustión de las minas existentes, hasta la llegada del invierno.
Carbayín tiene estación de FEVE-Renfe de la línea Gijón-Laviana.

## Poblaciones
Según el nomenclátor de 2011 la parroquia está formada por las poblaciones de:
- El Carpio (El Carpiu en asturiano[4]) (lugar): 16 habitantes.
- El Cuitu (lugar): 9 habitantes.
- Escobal (L'Escobal) (aldea): 28 habitantes.
- Estación (La Estación) (lugar): 84 habitantes.
- Lamuño (Llamuñu) (lugar): 79 habitantes.
- Miracales (Los Miracales) (lugar): 20 habitantes.
- Los Pozos (lugar): 25 habitantes.
- Pumarabule (lugar): 529 habitantes.
- Puñide (casería): deshabitado.
- Saldaña (lugar): 38 habitantes.
- Tronquedal (El Tronquedal) (lugar): 62 habitantes.
- Villaescusa (Villascusa) (casería): 59 habitantes.

## Fiestas
- El último fin de semana de julio se celebran Las fiestas de Santa Marta que actualmente organiza la A.J Xabaz.[5]

## Deporte
La parroquias de Santa Marta Carbayín está íntimamente ligada al deporte, y más concretamente, al deporte tradicional. Conocida es la afición de ésta por los Bolos[cita requerida]. Habiendo en el concejo las fiestas estrechamente vinculadas a los mismos. No falta tampoco el deporte más practicado del mundo, el fútbol, con presencia en varias divisiones de todas las edades reflejadas en el Club Deportivo Rayo Carbayín.